# Mlask zadziąsłowy dźwięczny
Mlask zadziąsłowy dźwięczny – rodzaj dźwięku spółgłoskowego występujący w niektórych językach naturalnych. W Międzynarodowym alfabecie fonetycznym oznaczany jest symbolem: [ǃ̬], ɡǃ lub ᶢǃ.

## Artykulacja
W czasie artykulacji podstawowego wariantu [gǃ]:
- modulowany jest prąd powietrza zasysanego powstały w wyniku różnicy ciśnień wytworzonej przy grzbiecie języka wzniesionym do góry, czyli artykulacja tej spółgłoski wymaga inicjacji ustnej i ingresji (zob. mlaski);
- podniebienie miękkie jest podniesione, mamy do czynienia z artykulacją ustną;
- prąd powietrza w jamie ustnej przepływa ponad całym językiem lub przynajmniej powietrze uchodzi wzdłuż środkowej linii języka;
- koniuszek języka i jego brzeżek kontaktuje się tuż za górnymi dziąsłami, tworząc zwarcie, równocześnie grzbiet język wznosi się stromo w kierunku podniebienia miękkiego i języczka, tworząc całkowite drugie zwarcie, jak przy wymowie [k]. W powstałej komorze dochodzi do pojawienia się podciśnienia w wyniku „ssącego” ruchu języka do tyłu. Następuje przerwanie blokady dziąsłowej, przy czym równocześnie powietrze jest zasysane do środka, co daje akustycznie charakterystyczny mlask;
- więzadła głosowe drgają, jest to spółgłoska dźwięczna.

## Przykłady
| Język | Język | Słowo w MAF | Znaczenie |       |
| ----- | ----- | ----------- | --------- | ----- |
| yeyi  | yeyi  | [kaɡǃawa]   | tykwa     | [ 1 ] |